# Merijn
Merijn of Marijn  is een voornaam die voorkomt in Nederland en Vlaanderen. 
De naam Merijn of Marijn wordt meestal als jongensnaam gebruikt maar soms ook als meisjesnaam. De naam Merijn of Marijn is afgeleid van Marinus. In Vlaanderen komt de naam Marijn meer voor dan Merijn.

## Zie ook

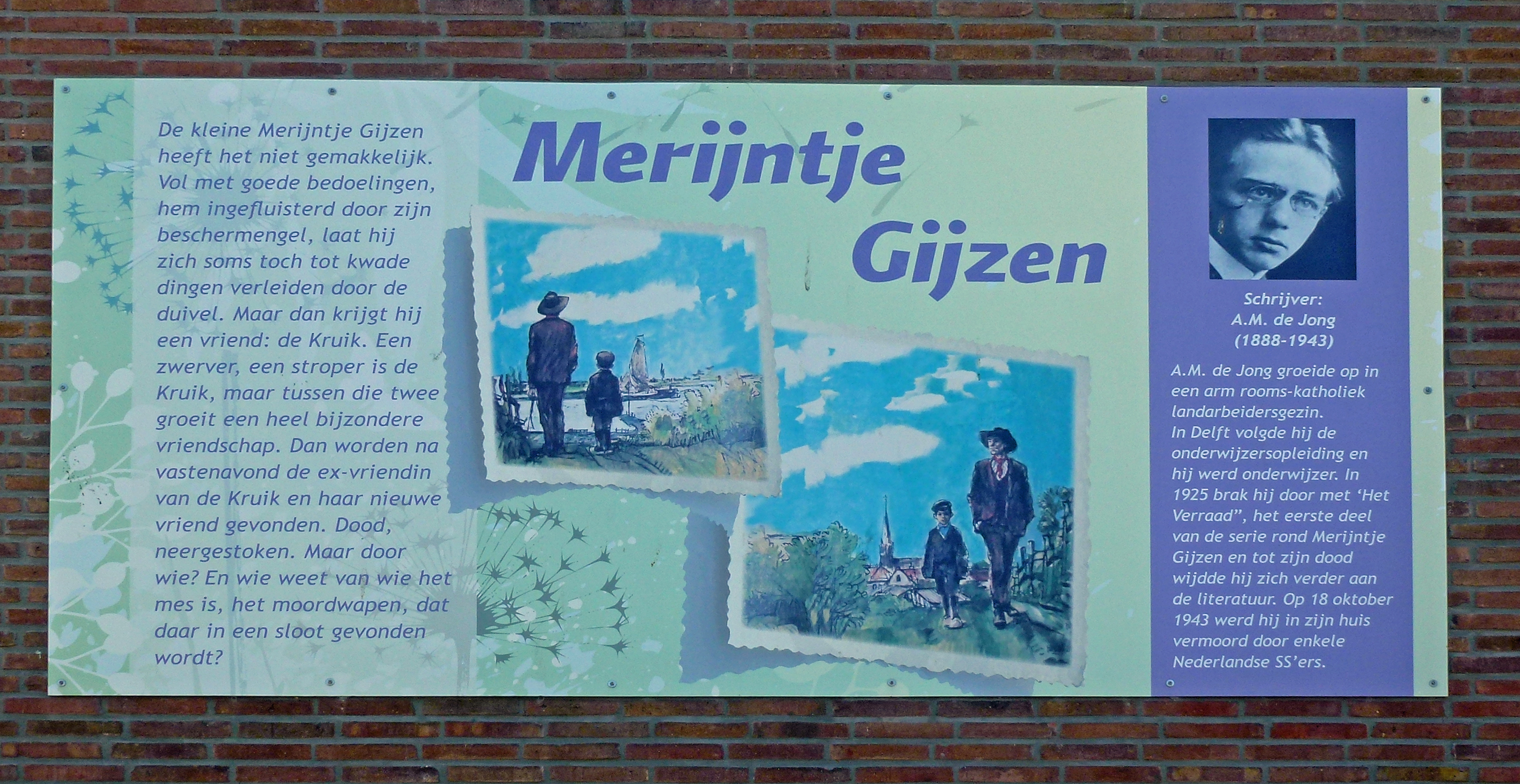
Merijntje Gijzen gevelpaneel in Gouda